# Apogon kallopterus
Apogon kallopterus är en fiskart som beskrevs av Bleeker, 1856. Apogon kallopterus ingår i släktet Apogon och familjen Apogonidae. Inga underarter finns listade i Catalogue of Life.

## Bildgalleri

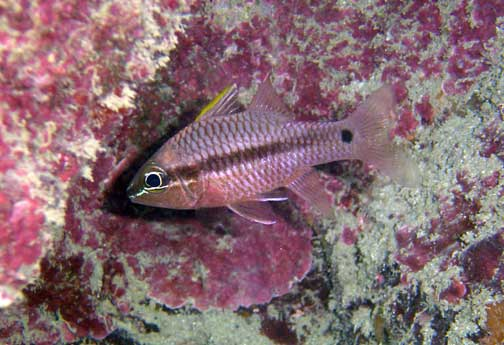